# ジョン・ハーヴィー (初代ブリストル伯爵)

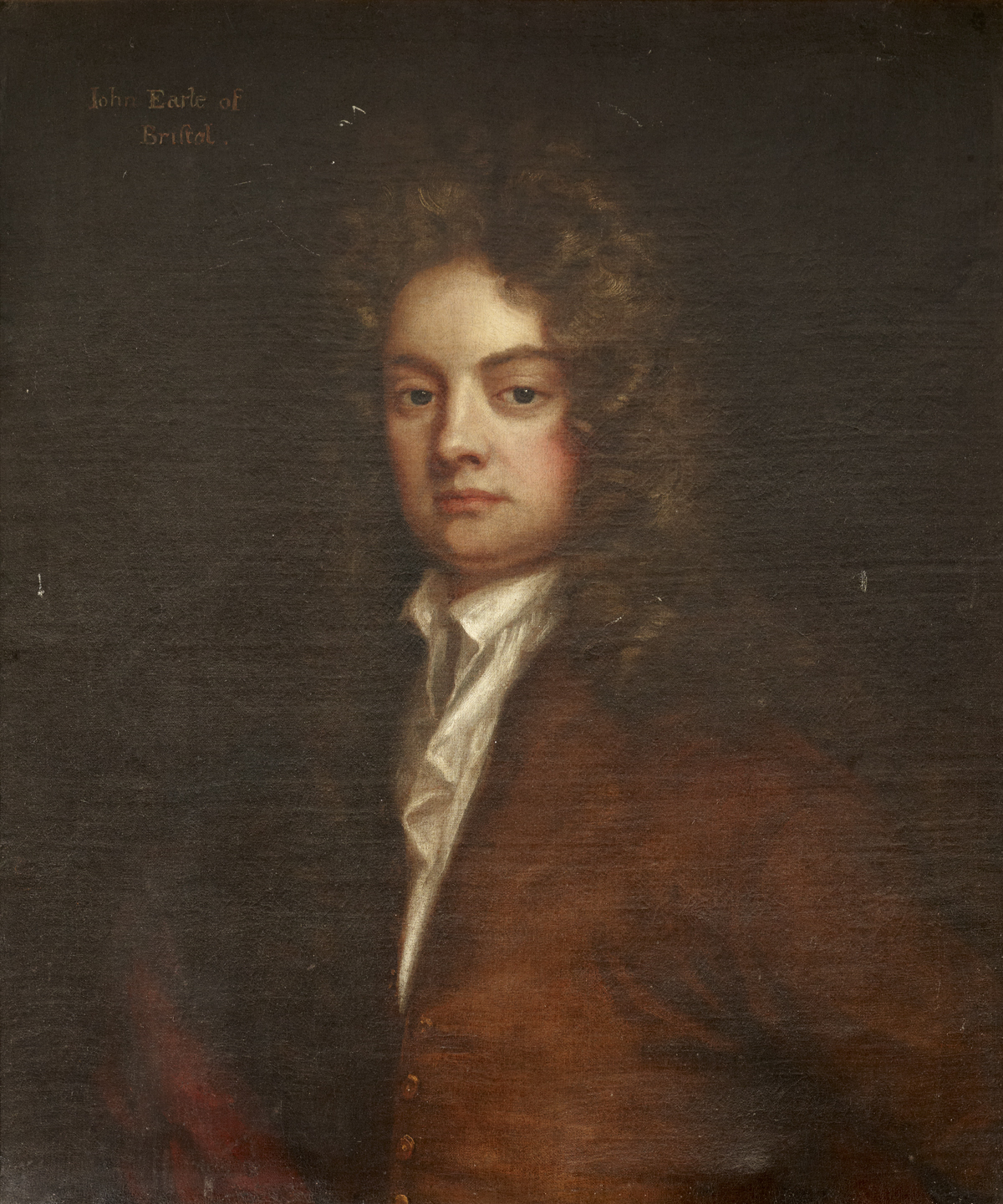
ゴドフリー・ネラーによる肖像画に基づく絵画

初代ブリストル伯爵ジョン・ハーヴィー（英語: John Hervey, 1st Earl of Bristol、1665年8月27日 – 1751年1月20日）は、イギリスの政治家、貴族。

## 生涯
サー・トマス・ハーヴィー（1694年5月27日没）とイサベラ・メイ（Isabella May、サー・ハンフリー・メイの娘）の次男（長男は早世）として、1665年8月27日に生まれた。1683年6月28日にケンブリッジ大学クレア・カレッジに入学、1705年にLL. D.の学位を修得した。
1692年にサフォーク副統監を務めた。1689年に選挙に出馬して敗れた後、1694年3月にベリー・セント・エドマンズ選挙区で当選して庶民院議員になった。最初は文通などで有権者との関係を維持したが、やがてホイッグ党色を深め、1696年11月には第3代準男爵サー・ジョン・フェンウィックの私権剥奪に賛成票を投じた。1702年にアン女王が即位すると、トーリー党が政権を握ったが、義父の第4代準男爵サー・トマス・フェルトンの口利きもあり、トーリー党員4人が叙爵されるところをハーヴィーも加わることとなった。そして、ハーヴィーは1703年3月23日にイックワースのハーヴィー男爵に叙された。
1714年10月19日、ブリストル伯爵に叙された。1733年、繰上勅書により次男ジョンにハーヴィー男爵の爵位を譲った。
1751年1月20日に死去、長男カーと次男ジョンに先立たれたため、ジョンの長男ジョージがブリストル伯爵の爵位を継承した。

## 家族
1688年11月1日、イサベラ・カー（Isabella Carr、1693年3月7日没、第3代準男爵サー・ロバート・カーの娘）と結婚、1男2女を儲けた。
- イサベラ（1711年11月没） - 生涯未婚
- カー（Carr、1691年9月17日 – 1723年11月14日） - 庶民院議員[5]
- キャサリン（1693年生） - 早世

1695年7月25日、エリザベス・フェルトン（1676年 – 1741年、第4代準男爵サー・トマス・フェルトンの娘）と再婚、10男6女を儲けた。
- ジョン（1696年 – 1743年） - 政治家、廷臣。繰上勅書によりハーヴィー男爵を継承したが、父に先立って死去した。第2代ブリストル伯爵、第3代ブリストル伯爵、第4代ブリストル伯爵（英語版）の父
- エリザベス（1698年 – 1727年） - 第4代マンセル男爵バッシー・マンセル（英語版）と結婚、子供なし
- トマス（英語版）（1699年 – 1775年） - 庶民院議員
- ウィリアム（1699年12月25日 – 1776年1月） - エリザベス・リッジ（Elizabeth Ridge）と結婚、子供あり
- ヘンリー（1701年1月5日 – 1748年11月16日） - キャサリン・アストン（Catherine Aston）と結婚して彼女の姓を名乗った。子供あり
- チャールズ（1703年4月5日 – 1783年3月21日）
- ヘンリエッタ（1703年4月5日 – 1712年4月）
- ジェームズ・ポーター（1706年6月24日 – 1706年8月）
- アン（1707年頃 – 1771年7月15日）
- バーバラ（1707年頃 – 1727年7月25日）
- ハンフリー（1708年6月3日 – ?） - 早世
- フェルトン（1710年7月3日 – 1710年7月16日）
- フェルトン（英語版）（1712年 – 1773年） - 庶民院議員
- ジェームズ（1713年3月5日 – 1714年5月）
- ルイーサ・キャロライナ・イサベラ（1715年 – 1770年5月11日） - 第2代準男爵ロバート・スミスと結婚、子供あり
- ヘンリエッタ（1716年9月25日 – 1732年7月）